# 拉卡塔米亚
拉卡塔米亚（希臘語：Λακατάμια），塞浦路斯尼科西亚的一个郊区。总人口28,466（2002年）。拉卡塔米亚分为上拉卡塔米亚与下拉卡塔米亚。拉卡塔米亚词源为alakatia，意为水井。